# Dusona vitticollis
Dusona vitticollis är en stekelart som först beskrevs av Norton 1863.  Dusona vitticollis ingår i släktet Dusona och familjen brokparasitsteklar. Inga underarter finns listade i Catalogue of Life.